# Autoroute A314 (France)
Pour les articles homonymes, voir A314.
L'autoroute A314 est une autoroute de 3 km vers Metz-centre.
Elle est concédée à la Sanef.

## Historique
- 1966 (5 août) : Déclaration d'utilité publique[1]
- 1968 (17 juillet) : Concession à la Sanef[2]
- 1971 (1er juillet) : Mise en service sous le nom d'autoroute A32
- 1982 : Renumérotation en A314

## Itinéraire
Début de l'A314 concédée à la Sanef, section intégrée au système de péage de l'A4
- Échangeur entre A4 et A314
- Début de l'autoroute A314

Début de l'A314 concédée à la Sanef, section gratuite
- Échangeur entre A314 et A315
- 1 La Cocharde : Metz-est

- Fin de l'A314, prolongée par la M603 vers Metz-centre